# Takeichi Harada
Takeichi Harada (Osaka, 16 de maio de 1899 - 12 de junho de 1978) foi um tenista amador japonês.
Takeichi Harada disputou os Jogos Olímpicos de 1924, avançando até as quartas-de-finais.